# Лёгкая атлетика на летних Олимпийских играх 1928
Соревнования по лёгкой атлетике на летних Олимпийских играх 1928 года проходили с 29 июля по 5 августа. Впервые соревнования прошли на 400-метровой дорожке, ставшей впоследствии стандартом. Также впервые в олимпийской истории прошли соревнования по лёгкой атлетике среди женщин.

## Общий медальный зачёт
| Место | Страна         | Золото | Серебро | Бронза | Всего |
| ----- | -------------- | ------ | ------- | ------ | ----- |
| 1     | США            | 9      | 8       | 8      | 25    |
| 2     | Финляндия      | 5      | 5       | 4      | 14    |
| 3     | Канада         | 4      | 2       | 2      | 8     |
| 4     | Великобритания | 2      | 2       | 1      | 5     |
| 5     | Германия       | 1      | 2       | 6      | 9     |
| 6     | Швеция         | 1      | 2       | 4      | 7     |
| 7     | Франция        | 1      | 1       | 1      | 3     |
| 8     | Япония         | 1      | 1       | 0      | 2     |
| 9     | Ирландия       | 1      | 0       | 0      | 1     |
| 9     | Польша         | 1      | 0       | 0      | 1     |
| 9     | ЮАС            | 1      | 0       | 0      | 1     |
| 10    | Чили           | 0      | 1       | 0      | 1     |
| 10    | Гаити          | 0      | 1       | 0      | 1     |
| 10    | Венгрия        | 0      | 1       | 0      | 1     |
| 10    | Нидерланды     | 0      | 1       | 0      | 1     |
| 11    | Норвегия       | 0      | 0       | 1      | 1     |

## Медалисты

### Мужчины
| Дисциплина             | Золото                                                                | Серебро                                                                  | Бронза                                                                       |
| ---------------------- | --------------------------------------------------------------------- | ------------------------------------------------------------------------ | ---------------------------------------------------------------------------- |
| 100 м                  | Перси Уильямс Канада                                                  | Джек Лондон Великобритания                                               | Георг Ламмерс Германия                                                       |
| 200 м                  | Перси Уильямс Канада                                                  | Уолтер Рэнджели Великобритания                                           | Хельмут Кёрниг Германия                                                      |
| 400 м                  | Рэймонд Барбути США                                                   | Джеймс Болл Канада                                                       | Йоахим Бюхнер Германия                                                       |
| 800 м                  | Дуглас Лоу Великобритания                                             | Эрик Бюлен Швеция                                                        | Херман Энгельхард Германия                                                   |
| 1500 м                 | Харри Ларва Финляндия                                                 | Жюль Ладумег Франция                                                     | Эйно Пурье Финляндия                                                         |
| 5000 м                 | Вилле Ритола Финляндия                                                | Пааво Нурми Финляндия                                                    | Эдвин Виде Швеция                                                            |
| 10.000 м               | Пааво Нурми Финляндия                                                 | Вилле Ритола Финляндия                                                   | Эдвин Виде Швеция                                                            |
| 110 м с барьерами      | Сидней Аткинсон ЮАС                                                   | Стефен Андерсон США                                                      | Джон Колльер США                                                             |
| 400 м с барьерами      | Дэвид Берли Великобритания                                            | Фрэнк Кахел США                                                          | Морган Тейлор США                                                            |
| 3000 м с препятствиями | Тойво Лоукола Финляндия                                               | Пааво Нурми Финляндия                                                    | Ове Андерсен Финляндия                                                       |
| Эстафета 4 × 100 м     | США · Фрэнк Викофф · Джеймс Куинн · Чарлз Борах · Генри Расселл       | Германия · Георг Ламмерс · Рихард Кортс · Хуберт Хоубен · Хельмут Кёрниг | Великобритания · Джек Лондон · Уолтер Рэнджели · Сирил Джилл · Эдвард Смоуха |
| Эстафета 4 × 400 м     | США · Джордж Бэрд · Фред Олдермэн · Эмерсон Спенсер · Рэймонд Барбути | Германия · Отто Нойман · Харри Шторц · Рихард Кребс · Херман Энгельхард  | Канада · Джеймс Болл · Стэнли Глоувер · Филип Эдвардс · Александер Вильсон   |
| Марафон                | Бугера Эль-Уафи Франция                                               | Мануэль Пласа Чили                                                       | Мартти Марттелин Финляндия                                                   |
| Прыжки в длину         | Эдвард Хамм США                                                       | Сильвио Катор Гаити                                                      | Альфред Бэйтс США                                                            |
| Тройной прыжок         | Микио Ода Япония                                                      | Леви Кэси США                                                            | Вильхо Туулос Финляндия                                                      |
| Прыжки в высоту        | Роберт Кинг США                                                       | Бенджамин Хеджес США                                                     | Клод Менар Франция                                                           |
| Прыжки с шестом        | Сабин Карр США                                                        | Билл Дрогемюллер США                                                     | Чарлз Макджиннис США                                                         |
| Толкание ядра          | Джон Кук США                                                          | Херман Брикс США                                                         | Эмиль Хиршфельд Германия                                                     |
| Метание диска          | Лемюэль Хаузер США                                                    | Антеро Киви Финляндия                                                    | Джеймс Корсон США                                                            |
| Метание копья          | Эрик Лундквист Швеция                                                 | Бела Сепеш Венгрия                                                       | Олав Сунде Норвегия                                                          |
| Метание молота         | Пэт О’Каллаган Ирландия                                               | Оссиан Скиэльд Швеция                                                    | Эдмунд Блэк США                                                              |
| Десятиборье            | Пааво Юрьёля Финляндия                                                | Акиллес Ярвинен Финляндия                                                | Джон Кеннет Доэрти США                                                       |

### Женщины
| Дисциплина         | Золото                                                             | Серебро                                                                | Бронза                                                               |
| ------------------ | ------------------------------------------------------------------ | ---------------------------------------------------------------------- | -------------------------------------------------------------------- |
| 100 м              | Бетти Робинсон США                                                 | Фанни Розенфельд Канада                                                | Этель Смит Канада                                                    |
| 800 м              | Каролина Радке Германия                                            | Кинуэ Хитоми Япония                                                    | Инга Гентзель Швеция                                                 |
| Эстафета 4 × 100 м | Канада · Мертле Кук · Этель Смит · Фанни Розенфельд · Флоренс Белл | США · Джессика Кросс · Лоретта Макнейл · Бетти Робинсон · Мэри Вошбёрн | Германия · Анни Хольдман · Хелен Юнкер · Роза Келльнер · Хелен Шмидт |
| Прыжки в высоту    | Этель Кэтервуд Канада                                              | Каролина Гисолф Нидерланды                                             | Милдред Вайли США                                                    |
| Метание диска      | Халина Конопацкая Польша                                           | Лиллиан Коуплэнд США                                                   | Рут Сведберг Швеция                                                  |